# وندی رنه
وندی رنه (انگلیسی: Wendy Rene؛ زادهٔ ح. ۱۹۴۷ - درگذشته ۱۶ دسامبر ۲۰۱۴) یک خواننده و ترانه‌سرا اهل ایالات متحده آمریکا بود.